# Lista de bispos portugueses ordenados no século XIX
Esta é uma lista de bispos católicos portugueses sagrados no século XIX. No século XIX foram criados 10 Cardeais portugueses (incluindo 7 Cardeais-Patriarcas), e entre os prelados portugueses que receberam a ordenação episcopal estão 3 Patriarcas e 19 Arcebispos.

## Cardeais
| Prelado                                                                                    | Vida                  | Cardinalato                                                             | Título                                                  | Carreira |
| ------------------------------------------------------------------------------------------ | --------------------- | ----------------------------------------------------------------------- | ------------------------------------------------------- | --- |
| D. Miguel Carlos José de Noronha e Silva Abranches                                         | 1744–1803 († 58 anos) | 1803 – Pio VII Cardeal-Diácono                                          |                                                         | Diacóno Principal da Sé Patriarcal de Lisboa |
| Patriarca D. Carlos I D. Carlos da Cunha e Menezes                                         | 1759–1825 († 82 anos) | 1819 – Pio VII Cardeal-Presbítero                                       | 6º Cardeal-Patriarca de Lisboa                          | 1819–1825 Patriarca de Lisboa |
| Patriarca D. Patrício I D. Frei Patrício da Silva, O.E.S.A.                                | 1756–1840 († 83 anos) | 1824 – Leão XII Cardeal-Presbítero                                      | 7º Cardeal-Patriarca de Lisboa                          | 1818–1819 Bispo de Castelo Branco 1819–1825 Arcebispo de Évora 1826–1840 Patriarca de Lisboa                                                                      |
| Patriarca D. Francisco II, o Cardeal Saraiva D. Frei Francisco de São Luís Saraiva, O.S.B. | 1766–1845 († 79 anos) | 1843 – Gregório XVI Cardeal-Presbítero                                  | 8º Cardeal-Patriarca de Lisboa                          | 1821–1822 Bispo Coadjutor de Coimbra 1822–1824 Bispo de Coimbra 1821–1823 Reitor da Universidade de Coimbra 1824–1843 Bispo Titular 1840–1845 Patriarca de Lisboa |
| Patriarca D. Guilherme I D. Guilherme Henriques de Carvalho                                | 1793–1857 († 64 anos) | 1846 – Gregório XVI Cardeal-Presbítero de Santa Maria sobre Minerva     | 9º Cardeal-Patriarca de Lisboa Bispo de Castelo Branco  | 1840–1845 Bispo de Leiria 1845–1857 Patriarca de Lisboa 1846–1857 Bispo de Castelo Branco                                                                         |
| D. Pedro Paulo de Figueiredo da Cunha e Melo                                               | 1770–1855 († 85 anos) | 1850 – Pio IX Cardeal-Presbítero                                        | Arcebispo Primaz de Braga                               | 1843–1855 Arcebispo Primaz de Braga |
| Patriarca D. Manuel I D. Manuel Bento Rodrigues da Silva                                   | 1800–1869 († 68 anos) | 1858 – Pio IX Cardeal-Presbítero                                        | 10º Cardeal-Patriarca de Lisboa                         | 1845–1852 Arcebispo Auxiliar de Lisboa 1852–1858 Arcebispo-Bispo de Coimbra 1858–1869 Patriarca de Lisboa                                                         |
| Patriarca D. Inácio I D. Inácio do Nascimento Morais Cardoso                               | 1811–1883 († 71 anos) | 1873 – Pio IX Cardeal-Presbítero dos Santos Nereu e Aquileu             | 11º Cardeal-Patriarca de Lisboa                         | 1863–1871 Bispo do Algarve 1871–1883 Patriarca de Lisboa |
| D. Américo Ferreira dos Santos Silva                                                       | 1829–1899 († 70 anos) | 1879 – Leão XIII Cardeal-Presbítero dos Santos Quatro Mártires Coroados | Bispo do Porto                                          | 1871–1899 Bispo do Porto |
| Patriarca D. José III D. José Sebastião de Almeida Neto, O.F.M.                            | 1841–1920 († 79 anos) | 1884 – Leão XIII Cardeal-Presbítero dos Santos Doze Apóstolos           | 12º Cardeal-Patriarca de Lisboa Cardeal Protopresbítero | 1879–1883 Bispo de São Paulo de Loanda 1883–1907 Patriarca de Lisboa 1902–1920 Cardeal Protopresbítero do Colégio Cardinalício                                    |

## Patriarcas
| Prelado                      | Vida                  | Título                                                         | Carreira |
| ---------------------------- | --------------------- | -------------------------------------------------------------- | --- |
| D. Mateus de Oliveira Xavier | 1846–1908 († 62 anos) | Patriarca das Índias Orientais Arcebispo Primaz de Goa         | 1881–1908 Arcebispo Primaz de Goa 1886–1908 Patriarca das Índias Orientais                                                         |
| D. António Sebastião Valente | 1858–1929 († 70 anos) | Patriarca das Índias Orientais Arcebispo Primaz de Goa         | 1897–1909 Bispo de Cochim (Índia) 1909–1929 Patriarca das Índias Orientais 1909–1929 Arcebispo Primaz de Goa                       |
| D. Teotónio Vieira de Castro | 1859–1940 († 80 anos) | Patriarca das Índias Orientais Arcebispo Primaz de Goa e Damão | 1899–1929 Bispo de São Tomé de Meliapor (Índia) 1929–1940 Patriarca das Índias Orientais 1929–1940 Arcebispo Primaz de Goa e Damão |

## Arcebispos
| Prelado                           | Vida                  | Título                              | Carreira |
| --------------------------------- | --------------------- | ----------------------------------- | --- |
| D. João Rebelo Cardoso de Menezes | 1832–1890 († 58 anos) | Arcebispo-Bispo Coadjutor da Guarda | 1884–1887 Arcebispo Auxiliar de Lisboa 1887–1890 Arcebispo-Bispo Coadjutor da Guarda                           |
| D. Manuel Vieira de Matos         | 1861–1932 († 71 anos) | Arcebispo Primaz de Braga           | 1899–1903 Arcebispo Auxiliar de Lisboa 1903–1914 Arcebispo-Bispo da Guarda 1914–1932 Arcebispo Primaz de Braga |